# Скатол
Скато́л (от др.-греч. σκῶρ, род. п. σκατός «экскременты», 3-метилиндол, 4-метил-2,3-бензпиррол) — органическое гетероциклическое соединение, производное индола (в-метилиндол). Бесцветные кристаллы с очень неприятным запахом, напоминающим запах кала.

## Нахождение в природе
Скатол образуется в кишечнике человека и животных в результате разложения триптофана — одной из α-аминокислот, входящих в состав белков. Запах фекалий обусловлен, главным образом, содержанием в них скатола. Схема биосинтеза скатола в организме:
Поскольку триптофаном богаты белки животного происхождения (мясо), концентрация скатола в испражнениях возрастает при большом количестве мяса в рационе.
Установлено присутствие незначительных количеств скатола во многих цветочных эссенциях.
Скатол содержится в каменноугольной смоле, образуется при гниении белков.

## Свойства
В больших концентрациях имеет фекальный запах (при низких концентрациях приобретает приятный сливочно-молочный запах или запах, напоминающий запах жасмина).
Порог восприятия запаха скатола человеком в воздухе крайне низкий. В литературе указываются значения 1,5 мкг/м3; от 0,0005 до 6,4 мкг/м3. Порог запаха в воде составляет 10 мкг/л. В подсолнечном масле 15,6 ppb (частей на миллиард}.
Растворим в этаноле, хлороформе, диэтиловом эфире, бензоле. Температура плавления 93—95 °C.
Скатол обладает как слабоосновными, так и слабокислотными свойствами. Протоны метильной группы скатола обладают повышенной реакционной способностью, что определяет взаимодействие скатола с альдегидами. Скатол восстанавливается цинком в соляной кислоте до 2,3-дигидроскатола.
Качественной реакцией на скатол является фиолетовое окрашивание с реактивом Эрлиха.
Некоторые производные скатола: хлоргидрат, температура плавления 167—168 °C, и пикрат, температура плавления 170—171 °C.

## Методы синтеза
Для получения скатола используют реакции Рейссерта или Фишера. Может быть получен по Фишеру из пропионового альдегида и фенилгидразина.

## Применение
Используется как ароматизатор в парфюмерии, пищевой промышленности и как ароматизатор при производстве табачных изделий.

## Безопасность
Сообщалось, что скатол вызывает отёк легких у мышей, крыс, овец и коз. Избирательно воздействует на клетки Клара в бронхах — основные резервуары фермента цитохрома P450, который превращает скатол в 3-метиленендоленин, повреждающий клетки вследствие образования комплексов с белками.